# Спящее убийство
«Спящее убийство» (англ. Sleeping Murder) — детективный роман Агаты Кристи из серии произведений о мисс Марпл, написанный в начале 1940-х годов, но опубликованный посмертно. На русском языке также публиковался под названиями «Забытое убийство» и «Спящий убийца».

## Сюжет
Гвенда Рид, урожденная Холидей — женщина 21 года, англичанка, родившаяся в Индии, где служил её отец, а затем всю жизнь прожившая в Новой Зеландии, у родственников матери. Мать Гвенды умерла, когда девочке было два года, отец — несколькими годами позже, родителей Гвенда практически не помнит. Недавно она вышла замуж за Джайлса Рида, молодожёны решили поселиться в Англии. Гвенда находит дом в курортном местечке Дилмут, довольно старый, но в неплохом состоянии. Здесь она сразу чувствует себя как дома; ей кажется, что она жила здесь всегда. Гвенда покупает дом, начинает работы по приведению дома и сада в порядок. Тут начинаются странности: чем дальше, тем больше Гвенда получает подтверждений, что она откуда-то знает, как всё было в этом доме и в саду двадцать лет назад. Ей становится жутковато, ведь она никогда не жила в Англии.
Гвенда и Джайлс гостят у приятеля Джайлса, Рэймонда Уэста, в Лондоне. В театре, на постановке пьесы «Герцогиня Мальфи» Уэбстера, когда звучат слова: «Прикройте ей лицо. Не могу видеть. Она умерла молодой…», Гвенде становится нестерпимо страшно. Она вдруг видит себя, стоящей в своём доме наверху, перед лестницей в холл, смотрящей вниз. Там, внизу, лежит на полу молодая женщина со светлыми волосами и посиневшим лицом — она задушена. Чей-то мужской голос произносит именно эту фразу: «Прикройте ей лицо…» Лица мужчины не видно, видны только его руки, серые, морщинистые, похожие на обезьяньи лапы. Не в силах преодолеть страх, Гвенда бежит со спектакля, возвращается в дом знакомых и ложится спать, почти уверенная, что сходит с ума.
На утро престарелая тётушка Рэймонда, мисс Марпл, успокаивает Гвенду и просит рассказать о причинах срыва. Та рассказывает обо всех странных совпадениях и своих страхах. Она даже вспоминает имя убитой женщины — Хелен, хотя по-прежнему не понимает, откуда она это знает. Гвенда в отчаянии, но мисс Марпл предлагает не спешить с выводами и рассмотреть другую возможность: что Гвенда в детстве действительно какое-то время жила в этом доме. Так и оказывается: после Индии Гвенда некоторое время жила с отцом и мачехой на юге Англии. Все предвидения объясняются: Гвенда случайно увидела дом, где жила ребёнком, и, благодаря детским воспоминаниям, он ей так приглянулся, что она его купила. Совпадение маловероятное, но вполне возможное.
Но теперь в руках молодожёнов Рид и мисс Марпл оказывается старая, восемнадцатилетней давности, загадка: если всё, что вспомнила Гвенда, было на самом деле, значит, в доме произошло убийство, оставшееся нераскрытым, ведь никто из старожилов не помнит никакого убийства в этом доме. Мисс Марпл настойчиво советует молодым людям оставить эту тему: расследование давно совершённого преступления никакой практической пользы не принесёт, но может оказаться небезопасным как для нервов супругов, так и для их жизни. Однако Джайлс и Гвенда полны решимости раскрыть старую тайну. Догадываясь, что её советы не пойдут впрок, мисс Марпл приезжает на курорт в Дилмут, чтобы заняться загадкой воспоминаний Гвенды и по возможности оберегать молодых людей от опасностей, с которыми сопряжено такое расследование. Однако происходит ещё одно убийство.

## История написания
«Забытое убийство» — хронологически последний роман о мисс Марпл, но написан он был одним из первых, во время Лондонского блица 1940—1941 годов. Не желая завершать серию о приключениях мисс Марпл, Агата Кристи не стала публиковать этот роман, в результате он был опубликован только в 1976 году, после смерти писательницы. В нём была затронута очень волновавшая писательницу тема — неотвратимости наказания и оправдания невиновного. По этому поводу критик The New York Times Гэвин Ламберт заметил: «Этот роман не из самых лучших в наследии писательницы, но в нём очень хорошо передано её личное отношение к деяниям преступника, к тому, что сама она называет злом».

## Экранизации
- В 1986 году был снят телефильм ВВС с Джоан Хиксон в главной роли.
- В 2007 году был снят ещё один фильм компанией ITV, в главной роли Джеральдин Макьюэн.